# Daljam
Daljam este un sat din comuna Danilovgrad, Muntenegru. Conform datelor de la recensământul din 2003, localitatea are 177 de locuitori (la recensământul din 1991 erau 133 de locuitori).

## Demografie
În satul Daljam locuiesc 142 de persoane adulte, iar vârsta medie a populației este de 39,2 de ani (38,3 la bărbați și 40,1 la femei). În localitate sunt 55 de gospodării, iar numărul mediu de membri în gospodărie este de 3,22.
|  |

| Demografie | Demografie | Demografie |
| An         | Locuitori  | Locuitori  |
| ---------- | ---------- | ---------- |
|            |            |            |
|            |            |            |
|            |            |            |
|            |            |            |
| 1948       | 156        |            |
| 1953       | 190        |            |
| 1961       | 195        |            |
| 1971       | 177        |            |
| 1981       | 191        |            |
| 1991       | 133        | 133        |
| 2003       | 177        | 177        |

| \| Componența etnică conform recensământului din 2003[2] \| Componența etnică conform recensământului din 2003[2] \| Componența etnică conform recensământului din 2003[2] \| Componența etnică conform recensământului din 2003[2] \| Componența etnică conform recensământului din 2003[2] \| \| ----------------------------------------------------- \| ----------------------------------------------------- \| ----------------------------------------------------- \| ----------------------------------------------------- \| ----------------------------------------------------- \| \| \| \| \| \| \| \| Muntenegreni \| Muntenegreni \| \| 145 \| 81,92% \| \| Sârbi \| Sârbi \| \| 29 \| 16,38% \| \| necunoscută \| necunoscută \| \| 0 \| 0% \| |              |  |     |        |
| Componența etnică conform recensământului din 2003 |              |  |     |        |
| |              |  |     |        |
| Muntenegreni | Muntenegreni |  | 145 | 81,92% |
| Sârbi | Sârbi        |  | 29  | 16,38% |
| necunoscută | necunoscută  |  | 0   | 0%     |